# مطار جوبا
مطار جوبا الدولي (إياتا: JUB، إيكاو: HSSJ) هو مطار دولي يخدم مدينة جوبا عاصمة جنوب السودان، ويشغل المطار رحلات جوية تجارية وأخرى للشحن الجوي، ويتم إستخدامه أيضاً من طرف القوات العسكرية لجنوب السودان، ومن طرف بعثة الأمم المتحدة بجنوب السودان.

## تاريخ
مدينة جوبا هي عاصمة جمهورية جنوب السودان، وهي العاصمة السياسية والاقتصادية للبلاد، تربطها بدول الجوار أوغندا، وكينيا، وتنزانيا روابط عديدة، فكان لابد من وجود مطار يخدم هذا الترابط ويخدم جنوب السودان وربطه بالدول الأخرى.عند إنشاء مطار جوبا في البداية كان المطار عبارة عن مدرج ترابي، وفي بداية عام 1970 في عهد الرئيس جعفر محمد نميري بدء العمل على تطوير المطار وبعد إتفاقية الحكم الذاتي تم رفع كفاءة المطار من حيث المدرج والصالات، بعد عودة السلام والاستقرار في جنوب السودان، تطلب الأمر إعادة تأهيل مطار مدينة جوبا حيث تم إعادة بناء المدرج الرئيسي وتوسعته حتى يستوعب الطائرات الكبيرة وكذالك طائرات الشحن الجوي، وتمت زيادة الطاقة الإستيعابية للمطار لإستيعاب حجم المسافرين الذي إزداد مع الوقت، وخاصة بعد توقيع اتفاقية نيفاشا 2005، وسيطرة الحركة الشعبية لتحرير السودان على مقاليد الأمور هناك، وزيادة حركة منظمات الامم المتحدة لنقل المساعدات الغذائية.
- في أبريل 2013، دشنت فلاي دبي الخط الجوي بين جوبا ودبي.[1]
- في أكتوبر 2018، تم افتتاح محطة جوية جديدة للمسافرين بالمطار.[2]

## شركات الطيران

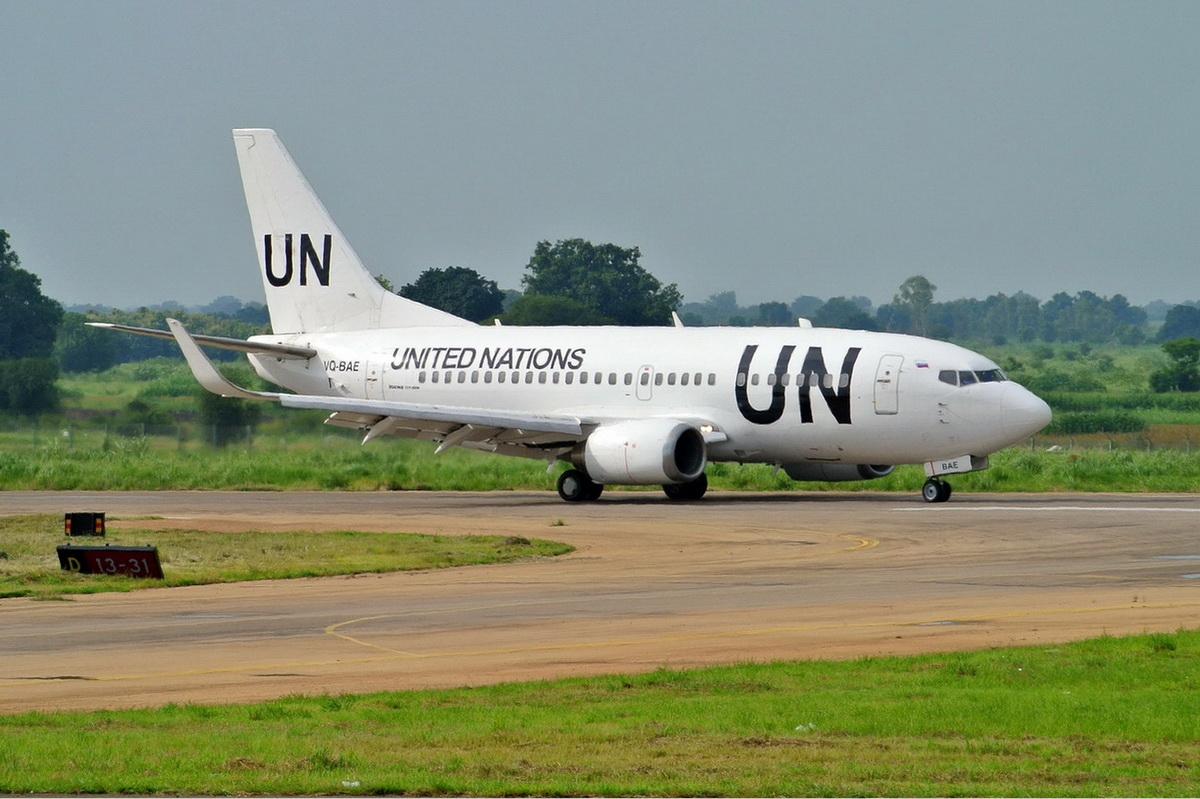
طائرة تابعة للأمم المتحدة في مطار جوبا

هنالك العديد من شركات الطيران السودانية والإفريقية التي تشغل خطوطا جوية تجارية إلى جوبا، لتلبية الطلب المتزايد من الأجانب المقيمين في جنوب السودان الذين يعمل أغلبهم في هيئات الأمم المتحدة، وغيرها من المنظمات الدولية، وموظفي السفارات.
بعد توسعة مدرج المطار وتهئية صالات المسافرين وتوفير الخدمات الأرضية، استطاع المطار أن يستوعب حركة الطيران للعديد من شركات النقل الجوي التي تيسير رحلاتها اليومية أو الأسبوعية إلى جوبا.
| شركـات طيـران           | الوجهات                                                                                           |
| ----------------------- | ------------------------------------------------------------------------------------------------- |
| أفريكان إكسبريس         | مطار جومو كينياتا الدولي                                                                          |
| بدر للطيران             | مطار الخرطوم الدولي، مطار واو                                                                     |
| مصر للطيران             | مطار القاهرة الدولي                                                                               |
| الخطوط الجوية الإثيوبية | مطار أديس أبابا بولي الدولي، مطار إنتيبي الدولي                                                   |
| فلاي 540                | مطار جومو كينياتا الدولي                                                                          |
| فلاي دبي                | مطار دبي الدولي                                                                                   |
| Golden Wings Aviation   | مطار أويل، مطار إنتيبي الدولي، مطار الخرطوم الدولي، مطار ملكال، مطار بالويش، مطار رمبيك، مطار واو |
| الخطوط الجوية الكينية   | مطار الخرطوم الدولي، مطار جومو كينياتا الدولي                                                     |
| نوفا للطيران            | مطار الخرطوم الدولي                                                                               |
| الخطوط الجوية الرواندية | مطار إنتيبي الدولي، مطار كيغالي الدولي                                                            |
| Sky Travel and Aviation | Gulu                                                                                              |
| الخطوط الجوية السودانية | مطار الخرطوم الدولي                                                                               |
| تاركو للطيران           | مطار الخرطوم الدولي                                                                               |
| الخطوط الجوية التركية   | مطار إسطنبول الدولي                                                                               |
| الخطوط الجوية الأوغندية | مطار إنتيبي الدولي                                                                                |

## معرض الصور

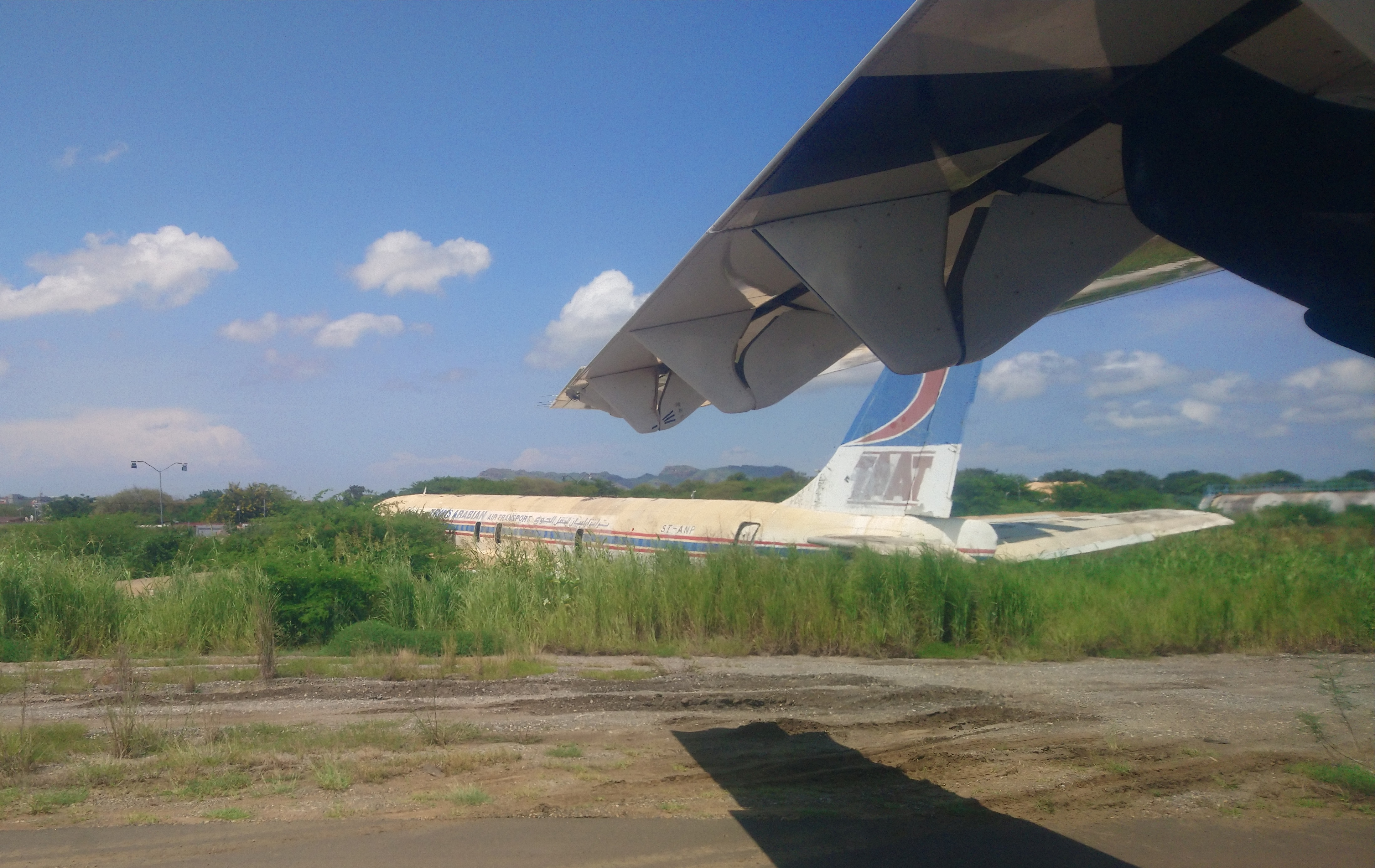
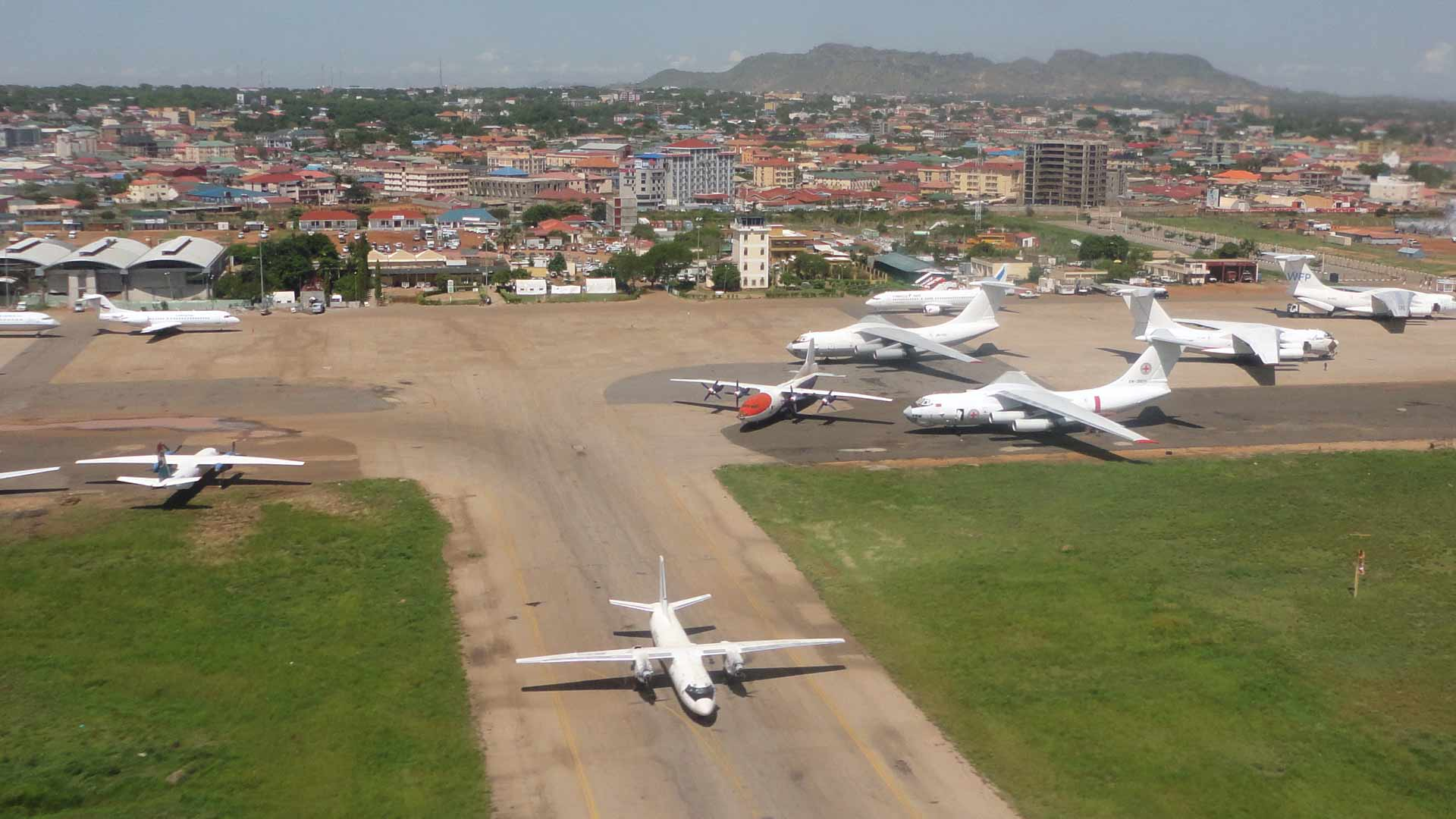
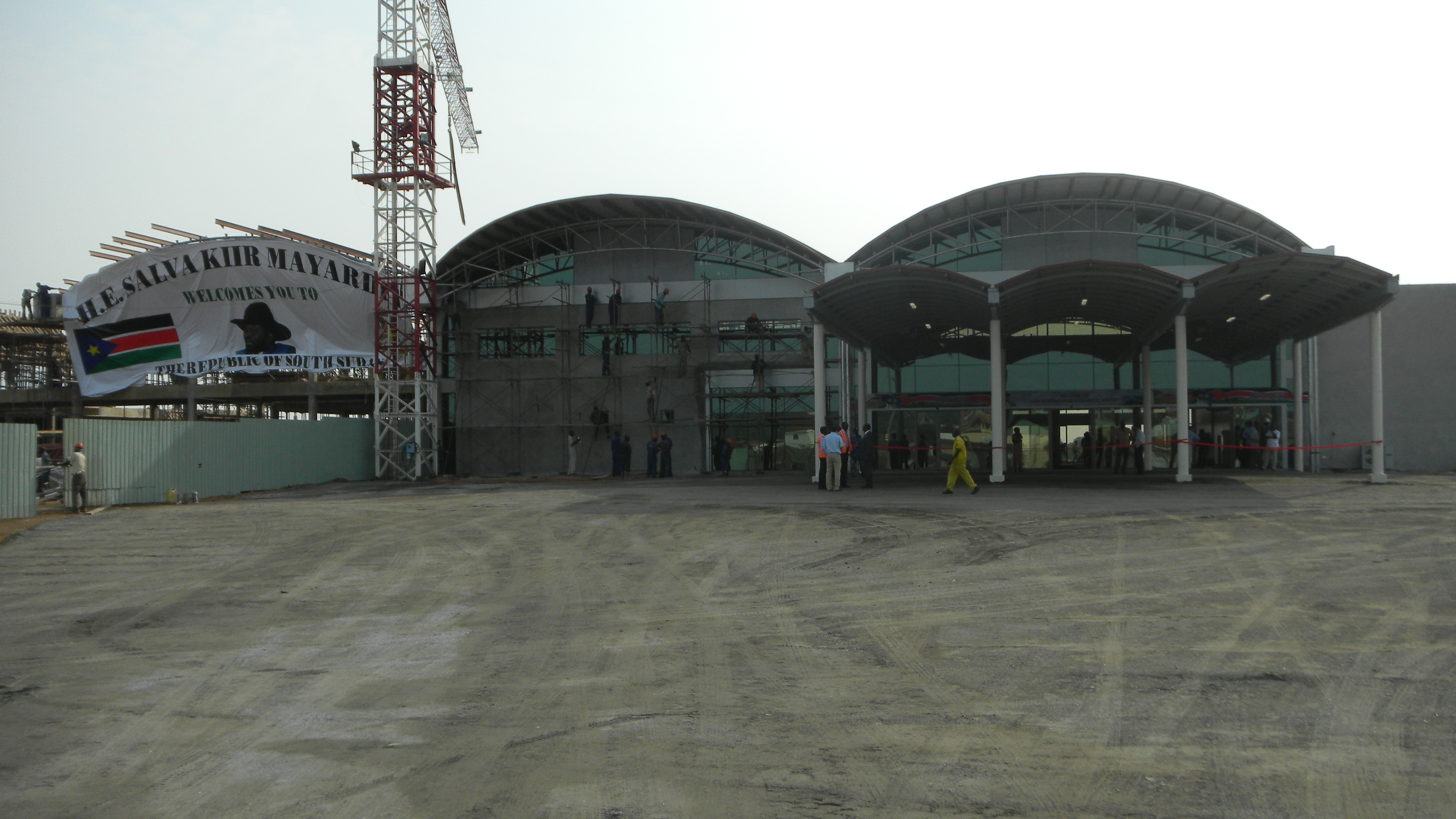
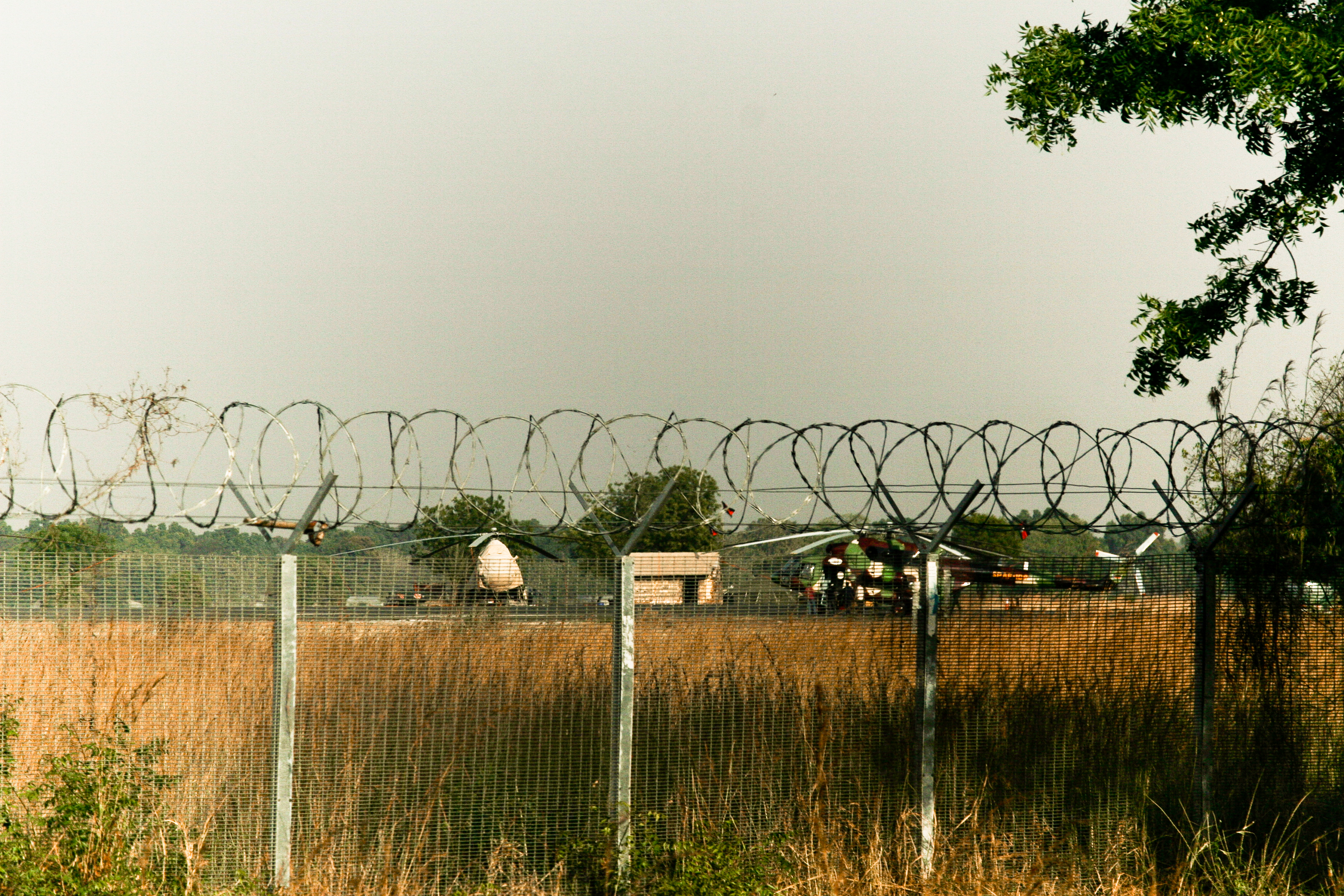

## حوادث
في ديسمبر 2019، طائرة من طراز داش 8 تابعة للخطوط الجوية الإثيوبية إنحرفت عن المدرج، الحادثة لم يتنج عنها أي خسائر في الأرواح، ولكن نتج عنها أضرار كبيرة للطائرة.